# Cambremer
Cambremer is een gemeente in het Franse departement Calvados (regio Normandië). De plaats maakt deel uit van het arrondissement Lisieux. Cambremer telde op 1 januari 2022 1.307 inwoners.

## Geografie
De oppervlakte van Cambremer bedroeg op 1 januari 2022 27,05 vierkante kilometer; de bevolkingsdichtheid was toen 48,3 inwoners per km².
De onderstaande kaart toont de ligging van Cambremer met de belangrijkste infrastructuur en aangrenzende gemeenten.

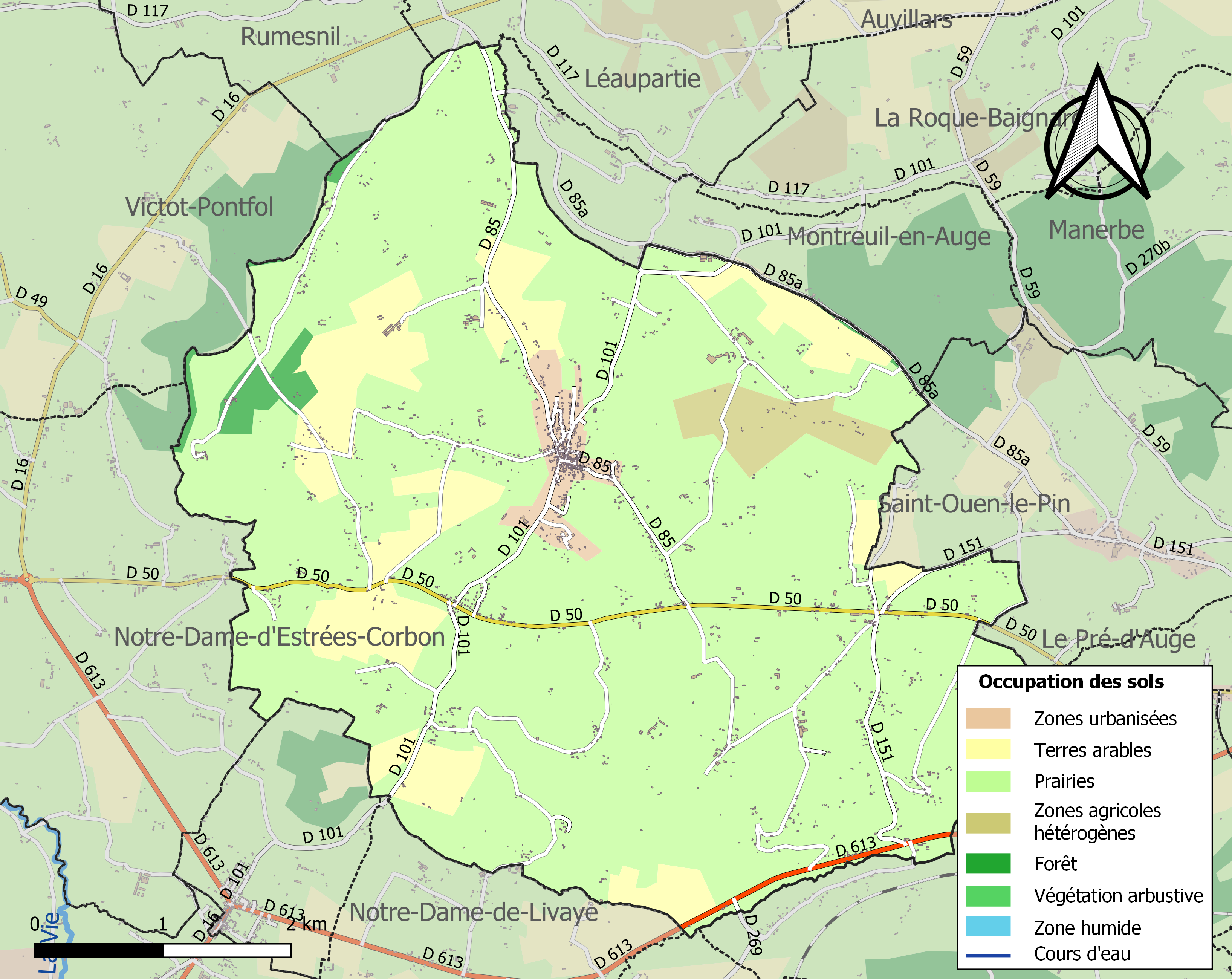

## Demografie
De ontwikkeling van het aantal inwoners is bekend via de volkstellingen die sinds 1793 in de gemeente worden gehouden. Deze telling werd om de vijf jaar gedaan. Over deze hele periode schommelde aantal inwoners altijd rond de 1000 personen. In 2020 telde de gemeente 1322 inwoners.
Onderstaande figuur toont het verloop van het inwonertal (bron: INSEE-tellingen).

Vanwege een beveiligingsprobleem met de MediaWiki Graph-software is het momenteel niet mogelijk deze grafiek weer te geven. Zodra de software is bijgewerkt zal de grafiek vanzelf weer zichtbaar worden.

## Economie
De gemeente ligt in een agrarisch gebied met een traditioneel bocagelandschap. De belangrijkste economische activiteiten zijn de melkveehouderij en de appelteelt, inclusief de appelcider productie. Elk jaar wordt Le Festival des produits d'AOC de Normandie georganiseerd. Hier worden lokale producten als cider, calvados en kaas gepromoot.

## Bezienswaardigheden
In de gemeente staan diverse kerken, waarvan de oudste uit de 11e of 12e eeuw, en landhuizen. Veel hiervan staan op de monumentenlijst. Niet ver van de bebouwde kom ligt de tuin van Pays d'Auge. Aan deze tuin van drie hectare groot wordt vanaf 1994 gewerkt en heeft zich ontwikkeld tot een volgroeid bomen- en bloemenpark met oude gerestaureerde gebouwen uit de omgeving.

## Foto's

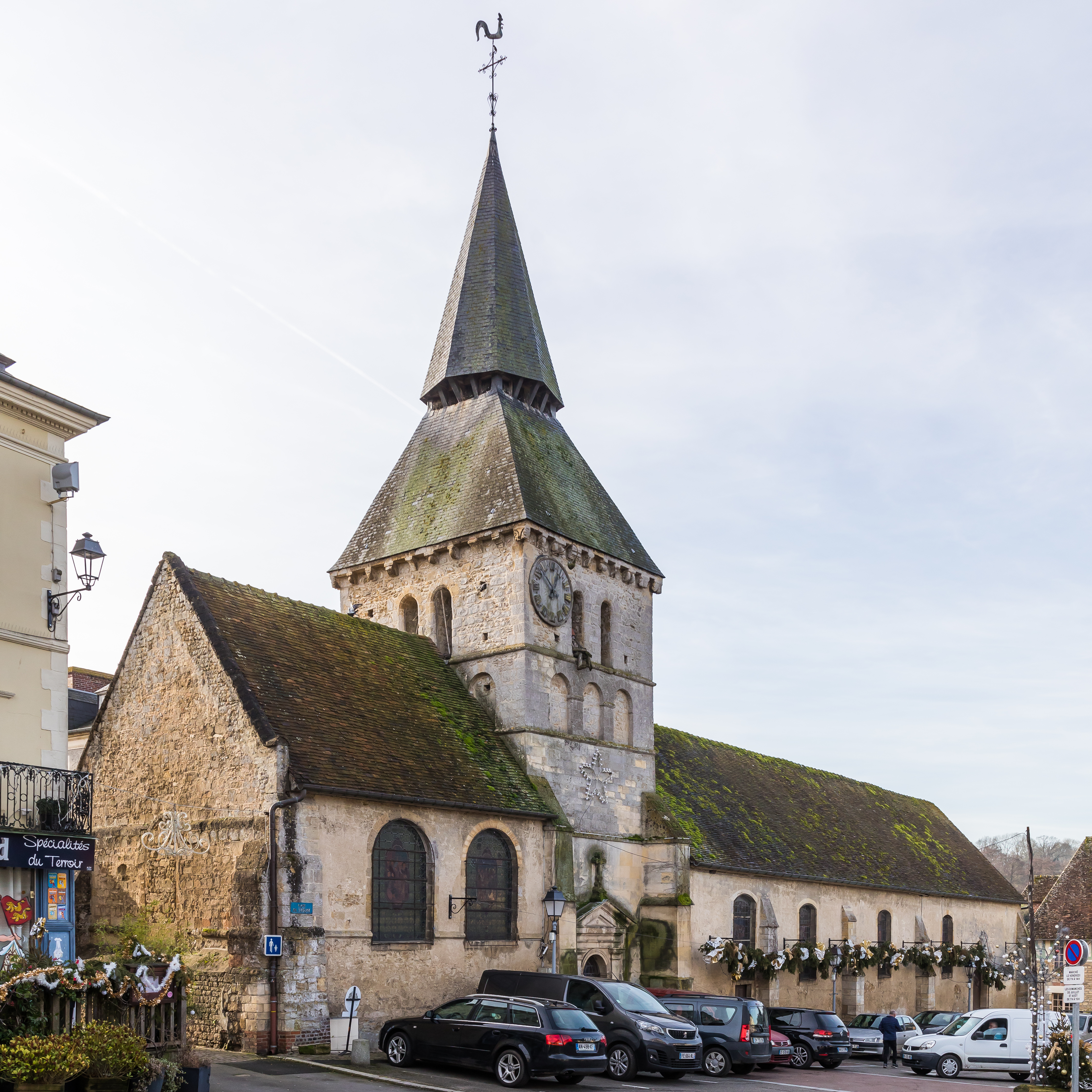
L'église Saint-Denis
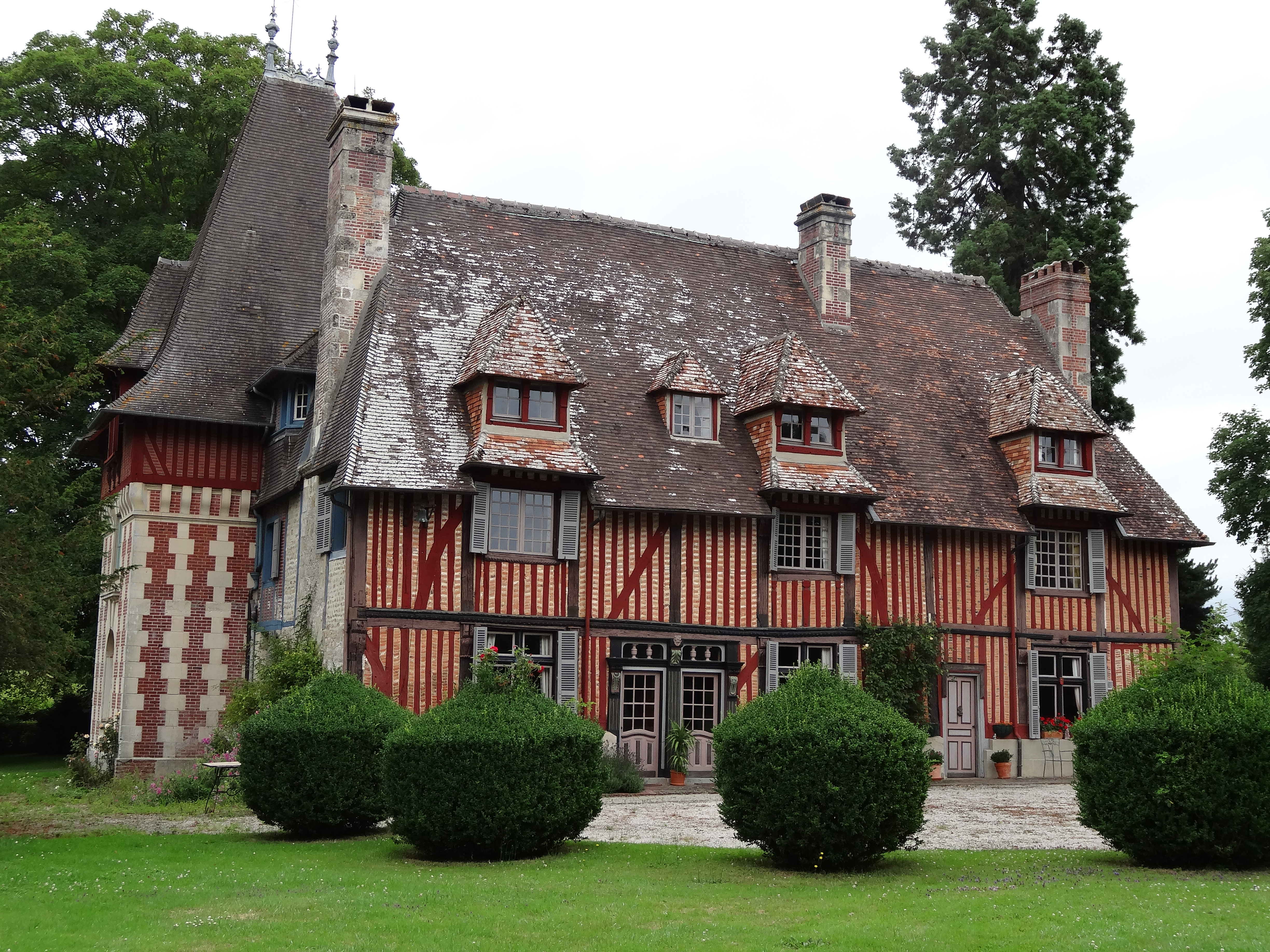
Le manoir de Cantepie
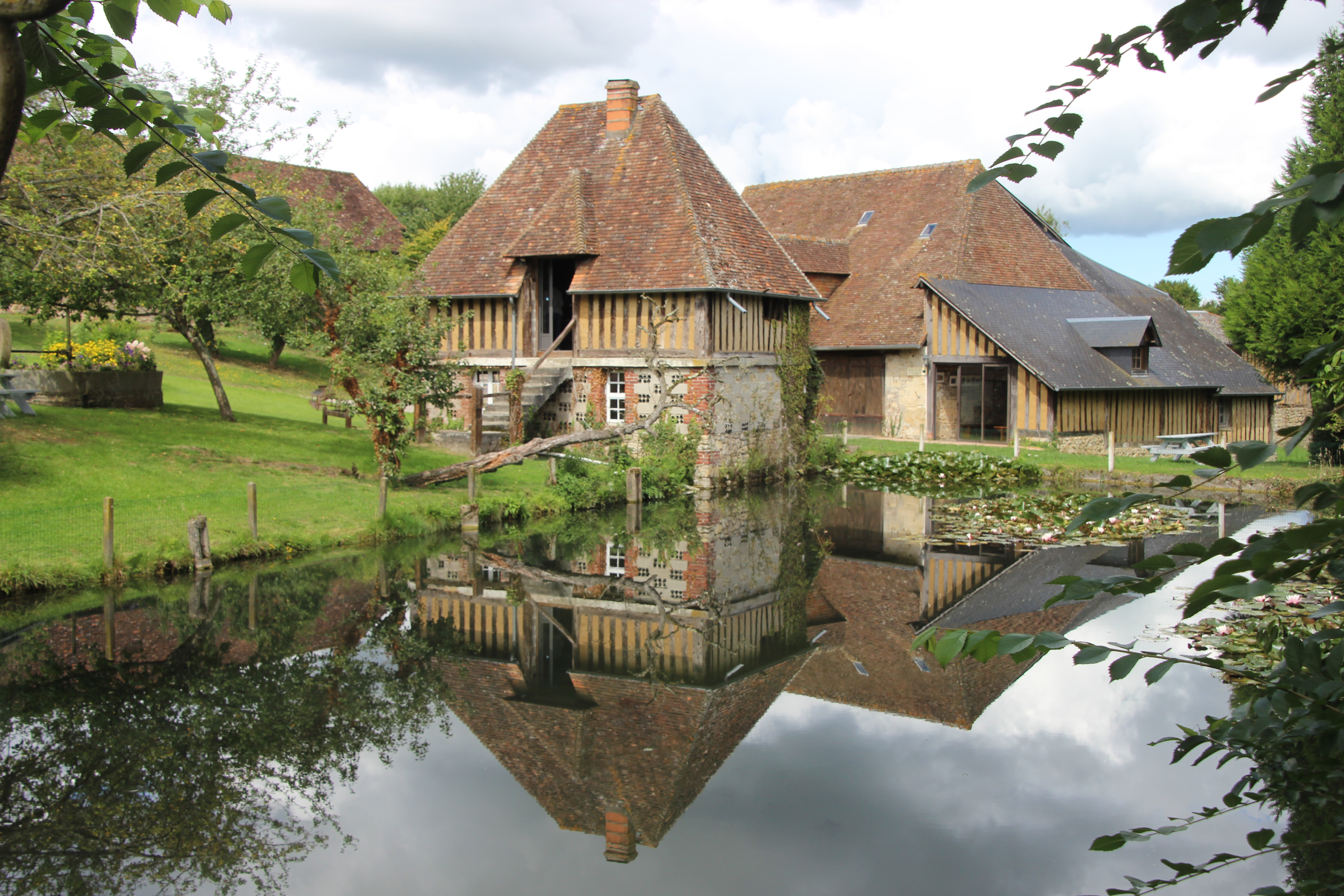
Le manoir de Grandouet
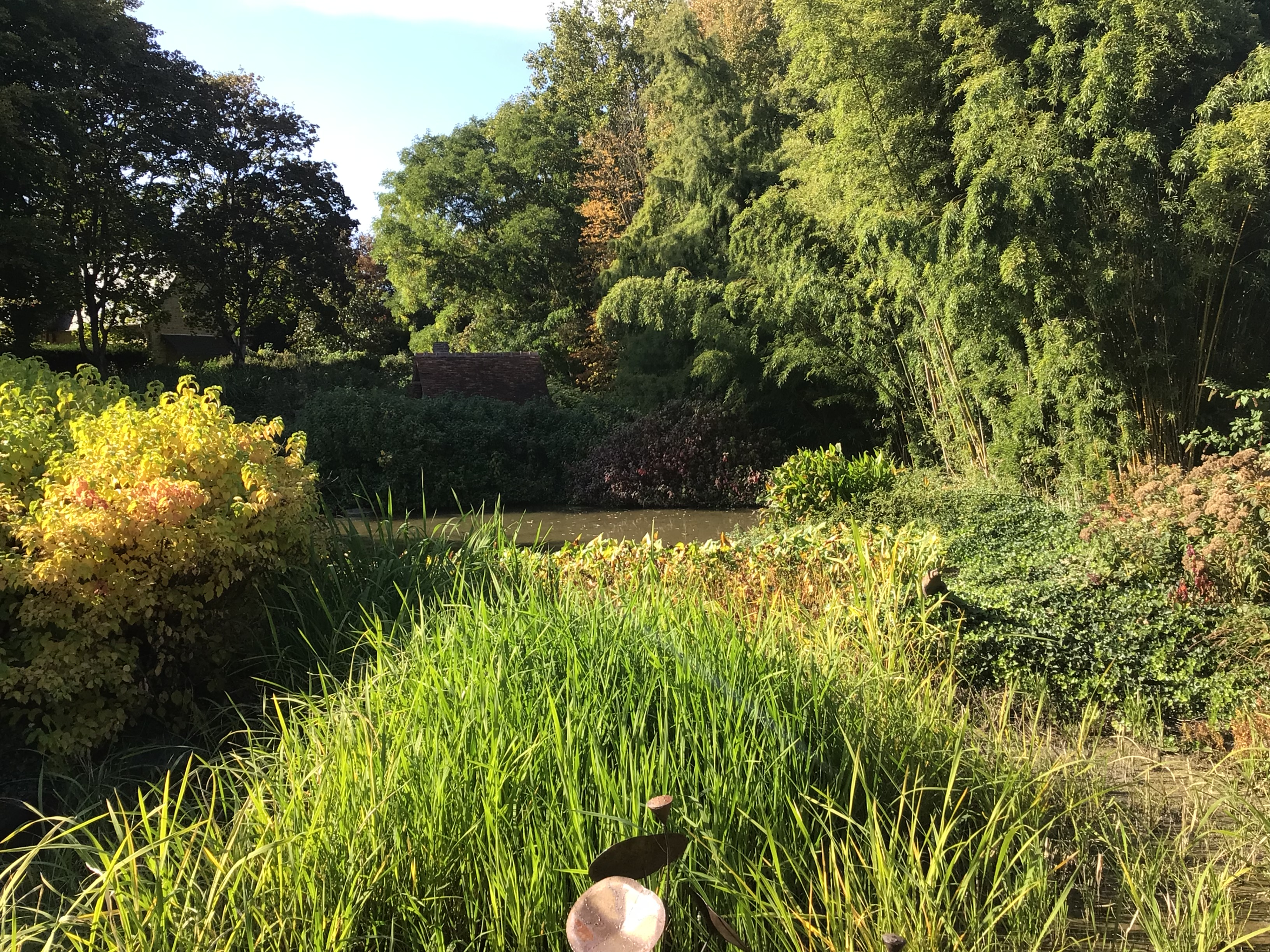
Les jardins du Pays d'Auge